# Angola címere

Angola címere

Angola címere egy világoskék színű korong, egyik oldalán babérággal, a másik oldalán egy fél fogaskerékkel. A korong alján egy felkelő, vörös Nap bocsátja sugarait egy középen elhelyezett bozótvágó késre és kapára, valamint egy sárga ötágú csillagra. A címer alján egy nyitott könyv található, alatta sárga szalagon az ország neve olvasható.